# Clossiana albequina
Clossiana albequina är en fjärilsart som beskrevs av Holland 1928. Clossiana albequina ingår i släktet Clossiana och familjen praktfjärilar. Inga underarter finns listade i Catalogue of Life.